# ريسين

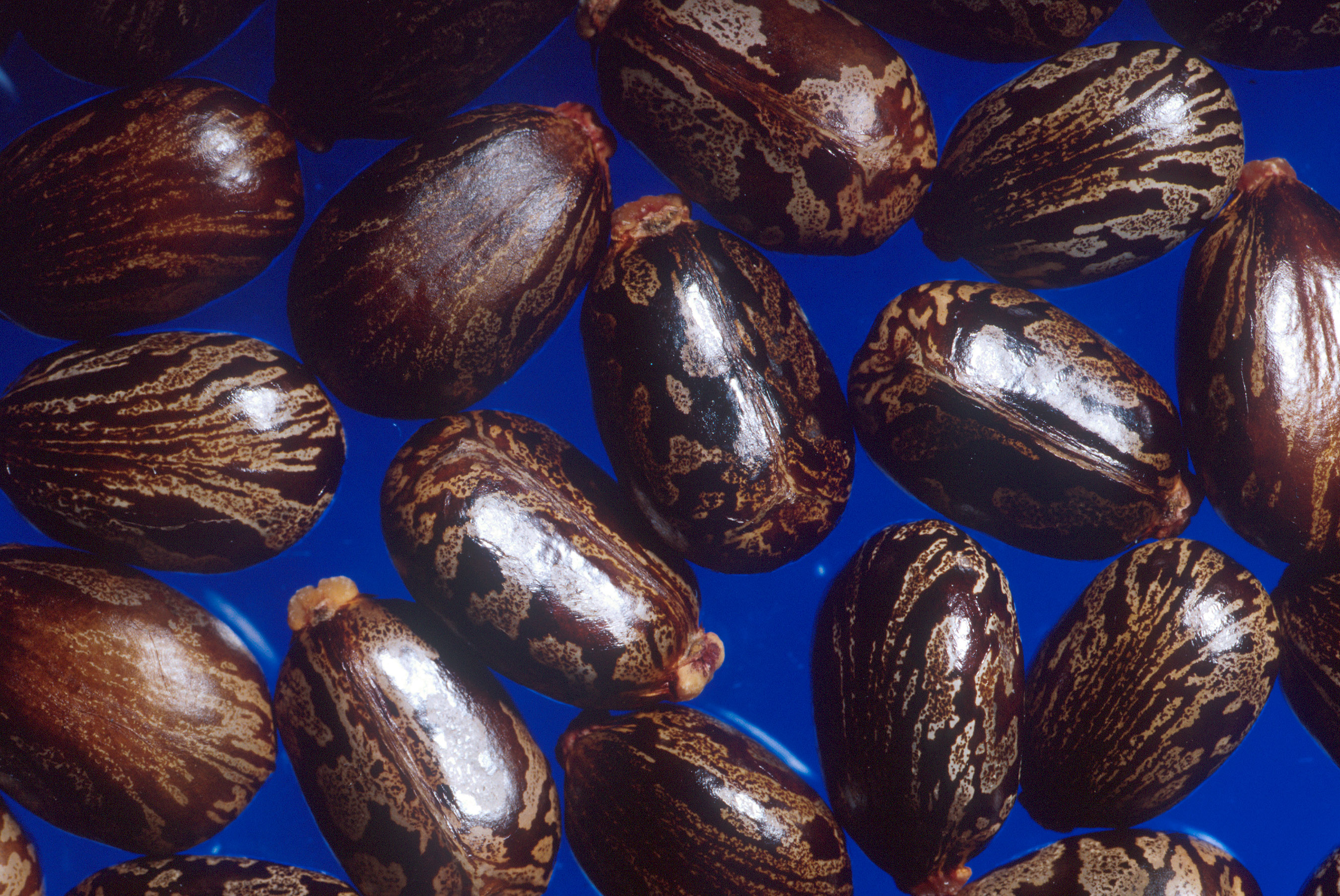
بذور الخروع

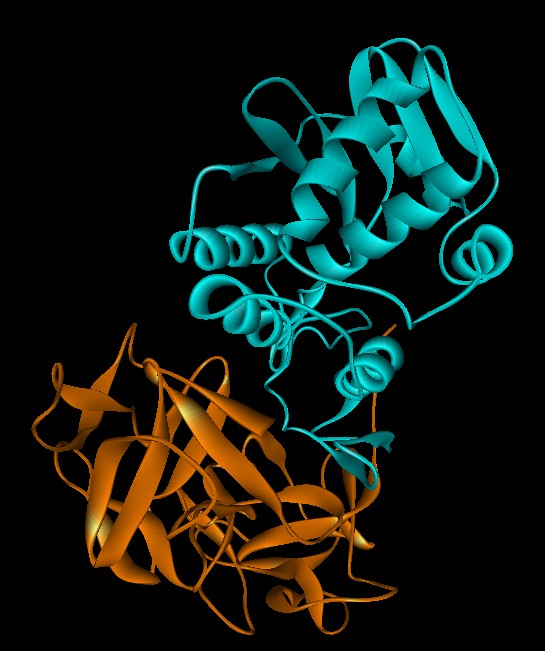
التركيب الكيميائي للريسين

الريسين هو بروتين شديد السمية، يستخرج من بذور نبات الخروع والجرعة السامة المتوسطة للإنسان تقدر ب 0. 2 مجم (1 من 5000 من جرام)، ويعتبر أكثر سمية من سم الكوبرا بمرتين.

## تأثيره على الصحة
(بروتين) سام، يقلل من تصنيع البروتين بالجسم وله مدى سام واسع بالجسم ولاسيما على جهاز المناعة حيث يثبطه. ولايوجد لهذا السم ترياق. مما يجعله سما شديد التأثير. وأعراضه الأولية تعتمد على طريقة التعرض له ومن بينها الحمى والتلبك المعوي والمعدي والكحة. كما أن استنشاقه عن طريق الجهاز التنفسي وامتصاصه عن طريق الرئة يسبب تلفا واحتجاز الماء بها نتيجة التعرض لبيروسول الريسين واستنشاق رذاذه. كما أن تناوله بالجهاز الهضمي يسبب تهيجا به ولاسيما المعدة والأمعاء ويصاب الضحية بإسهال دموي وقيء. وله تأثير علي الجهاز العصبي المركزي حيث يسبب نوبات عصبية وهبوطا به. ولو تعرض الجلد لمادة الريسين فإن تأثيره قد يتأخر عدة ساعات لأنه لن يكون سريع المفعول وهو أقل سمية.
الريسين يقوم بالإقلال من تصنيع البروتينات في الجسم.حيث تتحد سلسلة B (B chain) بالمستقبلات فوق سطح الخلية ليدخلها وسلسلة لها نشاط أنزيمي علي نواته أو أي كمية ولو قليلة تثبط تكوين البروتين. وكثير من البروتينات السامة للخلايا أمكن التعرف عليها في عدة نباتات أخرى غير نبات الخروع وكلها لها صلة بالريسين في التكوين والتأثير، فكلها تثبط تصنيع البروتينات ("ribosome-inactivating proteins"(RIPs) والتي يطلق عليها (Type 1 RIPs ولايمكنها الدخول من سطح الخلية للوصول للريبوسومات Ribosomes إلا لو اتحدت مع وصلة disulfide bridge لتكوين (Type 2 RIPs).
وبعض النباتات كالقمح والشعير بها (Type 1 RIPs) غير السام. وهو أنزيم يسمي أيضا A chain. بينما نباتات أخرى كبذر نبات الخروع بها الريسين من نوع Type 2 RIPs)) السام. وهو أنزيم يسمي أيضا عندما تلتصق بها A chain برابطة disulfide bond. وجزيء RTB بالريسين يتحد مع الجلوكوبروتينات والجلوكو ليبيدات فوق سطح الخلية الذي ينتهي بالجلاكتوز. ويمكن لحوالي 106 – 108 جزيء ريسين الاتحاد
بكل خلية. ومجرد جزيء واحد ريسين يدخل الخلية يوقف نشاط 1500 ريبوسوم في الدقيقة ليقتل الخلية.
والتسمم بتناول بذور الخروع ليس بسبب مادة RCA بالريسين التي لاتسطيع النفاذ من جدار المعدة لداخل الجسم ولا تؤثر على خلايا الدم الحمراء إلا لو أعطي السم عن طريق الحقن بالوريد فيجعل كراته الحمراء تلتصق مع بعضها لتنفجر وتتكسر. فجرعة مقدارها واحد ميلليجرام كافية لقتل شخص بالغ، لأنه يسبب الجفاف الشديد وقلة البول وانخفاض ضغط الدم. وإن لم تحدث الوفاة خلال 3-5 أيام فإن المصاب غالبا يشفى.
ويعتبر سم الريسين من السموم الشائعة ويمكن تحضيره والحصول على كميات ضخمة منه بسهولة لأن شجيرات الخروع تزرع في كل مكان. ولاسيما أن مليون طن بذور خروع تعصر سنويا للحصول علي زيته. ومايتبقي منه بعد العصر به 5% من وزنه مادة ريسين. وهذا السم يحضر كسائل يمكن تجفيفه ليصبح مسحوقا يتطاير بالهواء. ويحتوي على اثنين من hemagglutinins ونوعين من مواد سامة هما RCL III and RCL IV، وهذه السموم مكونة من polypeptide chains (an A chain and B chain chain،) وهما يتحدان برابطة disulfide bond).) والريسين لو استنشق فإنه يسبب الوفاة في خلال 36- 48 ساعة نتيجة الهبوط في جهازي التنفس والدوري. ولو تناوله الشخص بالفم فيسبب غثيانا وقيئا ونزيفا بالمعدة والأمعاء ويتبع هذا فشل كبدي وكلوي وطحالي يفضي للموت بسبب هبوط في الدورة الدموية. ولو حقن فإنه بسرعة يدمر العضلات والعقد الليمفاوية. ويعقب الحقن هبوط في الأعضاء الكبرى بالجسم عادة كالقلب والبنكرياس.

### العلاج
في حالة التعرض لسم الريسين يكون لكل حالة مرضية تظهر على الشخص المصاب علاجها. ولا سيما وجود الماء بالرئة. وعلاج التسمم الغذائي لو كان الريسين قد دخل الجهاز الهضمي عن طريق الأكل. ولايوجد تحصين ضد هذا السم للوقاية منه سوى استعمال الأقنعة الواقية وعدم تناوله بالفم. والمصاب بسم الريسين عن طريق الجلد يعزل ولايختلط بالآخرين،  ويغسل الجلد المصاب بمحلول 10,% هيبوكلوريت الصوديوم والماء والصابون. وفي حالة التسمم الغذائي به يعطى المصاب جرعات من الفحم النشط يتبعه شربة شديدة كمحلول سترات الماغنسيوم أو سلفات الماغنيسيوم أو يجري غسيل المعدة.
وقد وجد علماء الأعصاب أن في استطاعتهم إتلاف الخلايا العصبية بالذات بحقن مادة الريسين في الأعصاب فيصل السم لأجسام الخلية العصبية حيث تتركز الريبوسومات. ومن خلال الفحوصات والتحليلات وجد أن الريسين يقوم أولا بتشتيت البولي ريبوسومات ويجعل أجسام الخلية العصبية التي يحقن بها تنتفخ لتتحلل نواة الخلية وتتلاشي الخلية ذاتها. لأن الريسين كيماويا يتكون من a N-acetyl galactosamine-binding lectin فيمكن استعماله مع اللكتينات Lectins المختلفة المتخصصة. فبعد حقن السم نجد بقايا N-acetyl galactosamine فوق سطج الخلية العصبية. ففي دراسة سطح الخلية العصبية الطرفية والحركية في البالغين وجد أنهم حساسون للريسين. فالخلايا العصبية لديهم بالجهاز العصبي تقاوم تخزين المعلومات عن الريسين بينما الأطفال في فترة النمو حساسون لأنهم في فترة نمو المخ لديهم تحدث تغيرات في عملية glycosylation بالخلايا العصبية بالجهاز العصبي المركزي.
والسؤال البديهي: لماذا زيت الخروع الطبي الذي نشربه كشربة ملينة ليس ساما؟ والجواب أن الزيت يحضر من بذور النبات بالعصر، ولأن مادة الريسين تذوب في الماء، فلا تكون لهذا السبب في الزيت الخالي تماما من الشوائب النباتية. وبعد العصر يظل سم الريسين في الثفل، ليذوب منه في الماء بعد ذلك ليحضر الريسين وتجري عملية تبخير المحلول تماما بطريقة خاصة، فيبقي السم كمسحوق أبيض. وزيت الخروع يستخدم في تحضير المتفجرات وزيوت التشحيم للطائرات وكان يستخدم في تحضير الصابون وأحبار الطباعة والورنيش والبويات الزيتية. ويستعمل حاليا طبيا كشربة للإمساك. وهناك أنواع من نبات الخروع تزرع من أجل الزيت.
تصنيع الريسين غير المشروع يعاقب مرتكبه بالسجن 30 عاما في الولايات المتحدة الأمريكية.

### العلاج بالريسين
هناك عدة محاولات بحثية للعلاج بمادة الريسين السامة ولا سيما في مجال التقنية الحيوية والهندسة الوراثية. ولا سيما كذلك لخاصيته في إثباط إنتاج البروتينات بالخلايا الحية مما جعل العلماء يحاولون استخدامه في علاج السرطان باستخدام (deglycosylated) سم الريسين A chain (RTA) لتتحد مع الأجسام المضادة أو عوامل النمو growth factors مما يجعل استهداف الخلايا الخاصة (كالخلايا السرطانية) بالريسين ممكنا. فلقد وجد أنه مؤثر وآمن كعلاج معاون عندما يوصف للمرضى في حالة زراعة نخاع العظام (خلايا بيتا) مما يزيد معدل الحياة بشكل ملحوظ. وهذه التجارب نجحت مع حيوانات بالمعمل ولم تجر على الإنسان بعد. وهناك محاولات طبية للتأكد من أن الريسين يمكن استعماله لتثبيط نمو الخلايا الصغيرة لسرطان الرئة. وهناك أيضا دلائل على أنه يقوي التأثير الخلوي السام ل. TNF-alpha وتعتبر هذه المحاولات والتجارب المعملية واعدة في المستقبل.
لكن في حالة زراع النخاع العظمي في المعمل نجد أن سموم RTA- immunotoxins قد استخدمت بنجاح في التجارب المعملية لإتلاف وتدمير الخلايا الليمفاوية التائية (T lymphocytes) بالنخاع العظمي أخذت من متبرعين غير متوافقين مما جعله لا يرفضه رغم عدم التوافق بسبب RTA-immunotoxin الذي يخفف هذه الحالة الرافضة. حتى في حالة أخذ نخاع عظمي ذاتي من نخاع سليم (anti-T cell immunotoxins) من المريض نفسه لإتلاف خلايا T السرطانية كما في اللوكيميا التائية والورم الليمفاوي.
aymen
وفي الأحياء وجد أن علاج الأورام المتصلبة قد يظهر مشاكل عديدة لقلة تشغيل السم المناعي (immunotoxin (IT)) في كتلة الورم لقلته أو أن أنتيجينات تستبعده أو يتكسر أو يزال بسرعة أو أن الجرعة تسبب تأثيرًا جانبيًا. وأكثر هذه المشاكل ظهورًا لدى الذين يعالجون بسموم الريسين المناعية ricin-immunotoxins ظهور حالة نزيف الأوعية "vascular leak syndrome" حيث تتسرب السوائل من الأوعية الدموية وحيث تتولد زيادة في الوزن وإديما (رشح) بالرئة وانخفاض الزلال albumin بالدم. لكن رغم هذا فالأبحاث مستمرة لعلاج السرطان والإيدز من خلال استغلال تقنية الاتحاد الدنوي recombinant DNA.
وأخيرًا.. دخول الريسين بعد عودته ليكون سلاحا بيلوجيا بأيدي الضعفاء يقوي عزيمتهم. ويجعل المعارك الأخطبوطية تدور خفية وبلا صخب في أي مكان وزمان. لتهدد الدول الكبرى وتؤرق أمنها وتلاحق مواطنيها. وهذا ماهو متوقع فيما يقال بالحملة الدولية ضد الإرهاب. 
وفي هذا السياق تم الحكم يوم الخميس 17 غشت 23 على باسكال سيسيل فيرونيك فيرييه (55 عاما) التي تحمل الجنسيتين الفرنسية والكندية ب 22 سنة سجنا لإدانتها بإرسال رسالة في 2020 إلى الرئيس الأميركي حينذاك دونالد ترامب تحوي مادة الريسين شديدة السمية.
والروائي البلغاري جورجي ماركوف المنشق قد غادر بلاده بعد تولي الشيوعي تودور جيفكوف الحكم فسافر إلى بريطانيا. عمل مقدم وصحفي في هيئة الإذاعة البريطانية، سار الكاتب البلغاري على جسر واترلو في لندن على نهر التايمز متجها نحو موقف للحافلات لكي يصعد الحافلة ويتجه نحو عمله على حين غرة شعر ماركوف بألم حاد في فخذه الأيمن من الخلف كأنما لسعته حشرة نظر إلى الوراء فأبصر رجل يلتقط مظلة من على الأرض ثم هرع الرجل مجتازا الطريق إلى الرصيف الآخر وركب سيارة أجرة ومضى في حال سبيله.
لما بلغ ماركوف مقر عمله لاحظ بثرة حمراء صغيرة في فخذه والألم يتضاعف أخبر ماركوف زملائه في العمل عن الحادثة وعند حلول المساء إنتابته حمى شديدة نقل على أثرها إلى مستشفى سانت جيمس في لندن حيث مات بعد هذه الحادثة بأربعة أيام.حصلت الحادثة سنة 1978 وعمره يناهز 49 سنة وسبب الوفاة أنه مقدمة المظلة التي مع الرجل كانت مشبعة بسم الريسين.

### محاولة لإغتيال اوباما
في 17/4/2013 م هذا اليوم أعلن مكتب التحقيقات الفدرالي (اف بي آي) ان الرسالة المشبوهة التي وجهت إلى الرئيس الاميركي باراك اوباما تضم مادة الريسين السامة، مؤكدا في الوقت نفسه ان لا علاقة بين هذه الرسالة واعتداءات بوسطن وقال مكتب التحقيقات الفدرالي في بيان ان التحاليل الاولية التي اجريت صباح الأربعاء على رسالة وصلت إلى مركز فرز رسائل البيت الأبيض خارج المجمع الرئاسي اكدت «وجود مادة الريسين» في الرسالة واضاف البيان «لا توجد إشارة إلى أي رابط مع اعتداءات بوسطن» موضحا ان التحقيقات متواصلة وتجري تحاليل اضافية لتأكيد وجود هذه المادة السامة.
وكان الجهاز السري الذي يعتبر الشرطة المكلفة حماية الرئيس الاميركي أعلن في وقت سابق ان "مركز البريد في البيت الأبيض تلقى رسالة موجهة إلى الرئيس في السادس عشر من نيسان/أبريل تحتوي على مادة مشبوهة واضاف المتحدث باسم الجهاز ادوين دونافان ان هذا الجهاز "يرصد عادة الرسائل أو الطرود التي تستلزم فحصا اضافيا أو تحاليل قبل ان يسلمها" إلى البيت الأبيض وكشفت السلطات الثلاثاء ان رسالة تحتوي على سم ارسلت في واشنطن إلى سناتور ميسيسيبي الجمهوري (جنوب) رودجر ويكر.